# هادی هادوی
آیت الله محمدهادی مجتهد بیرجندی (۱۲۳۹–۱۳۲۶ ه‍.ش) معروف به قائنی و هادوی از علما و شاعران برجسته شیعه در قرن ۱۹ در بیرجند می‌زیست. اصلیت او از نسل رضا هادوی بود و خانواده اش در هنگام فتنه افاغنه به بیرجند آمدند و او در بیرجند به دنیا آمد.

## فعالیت‌های علمی
محمّد هادی تحصیلات مقدماتی را نزد پدرش و نیز در مدرسه معصومیّه بیرجند آموخت و در شانزده سالگی به همراه خانواده‌اش به مشهد رفت و در آن‌جا به تحصیلات خود ادامه داد.

## شاعری
او همچنین طبع شعر خوبی داشت و از این رو دیوان اشعاری مشتمل بر ۳۰۰۰ بیت از او به جا مانده. در شعر «هادی» تخلّص می‌کرد. بیشتر اشعار وی در مدح و مرثیه خوانی اهل بیت است.در ۱۳۱۹ به دعوت اسماعیل خان شوکت الملک، حاکم وقت قائنات و سید اسماعیل صدر به بیرجند بازگشت.هر چند شیخ محمد حسین آیتی در بهارستان مدعی است که ایشان در سال 1316 قمری به قاینات آمده و  قبل از ایشان حاکمیت شرع در ابتدا در اختیار ملا محمد حسن هردنگی و سپس سید ابوتراب انوار بوده است.

## فعالیت‌های سیاسی
پس از درگذشت شوکت الملک در ۱۳۲۲ق نوبت به حکمرانی شوکت الملک ثانی امیر محمد ابراهیم خان علم رسید که مصادف با اوایل مشروطیت در ایران بود. در این ایام شیخ محمد هادی مقالاتی دربارهٔ مجلس شورای ملی در نشریه حبل المتین درج می‌کرد. در دوره دوم مجلس شورای ملی که از آخوند خراسانی خواسته شد بیست عالم طراز اول را معرفی کند تا مجلس در چارچوب اصل دوم متمم قانون اساسی، پنج نفر را برای نظارت شرعی بر مصوبات خود برگزیند، وی یکی از علمائی بود که در این فهرست بیست نفره معرفی شد. شیخ هادی جزو منتخبان اولیه نبود اما با فوت حاج میرزا زین‌العابدین قمی و در حالی که جایگاه یکی از علمای پنجگانه به سبب استعفای منتخبان قبلی تا بیش از یک سال خالی مانده بود، شیخ هادی در ششم بهمن ۱۲۸۹ با قرعه کشی در مجلس انتخاب شد  اما او این مسؤولیت را نپذیرفت و به جایش شیخ اسماعیل دهکی انتخاب شد.
وی در عوض ریاست انجمن ولایتی را پذیرفت تا از این راه بتواند خدمتی به مردم بکند. او در این سال‌ها پس از تأسیس مدرسه شوکتیه توسط شوکت الملک به سبک جدید ساخته شد برای ساکت کردن مخالفین، از تأسیس چنین مدرسه‌ای استقبال کرده و مردم را تشویق به ترویج این گونه مدارس می‌کرد.

## آرامگاه هادی هادوی
آرامگاه هادی هادوی در بیرجند و قبرستان و در ۱۰ مهر سال ۱۳۸۰ با شماره ثبت ۴۱۳۹ به عنوان یکی از آثار ملی ایران به ثبت رسید.

## بزرگداشت محمد هادی هادوی
برگذاری گردهمایی بزرگداشت هادی هادوی با عنوان «بزرگداشت عالم واقف آیت‌الله شیخ محمد هادی هادوی» در ۲۶ آذر سال ۱۳۹۴ در بیرجند برگزار شد.